# 蝴蝶谷道

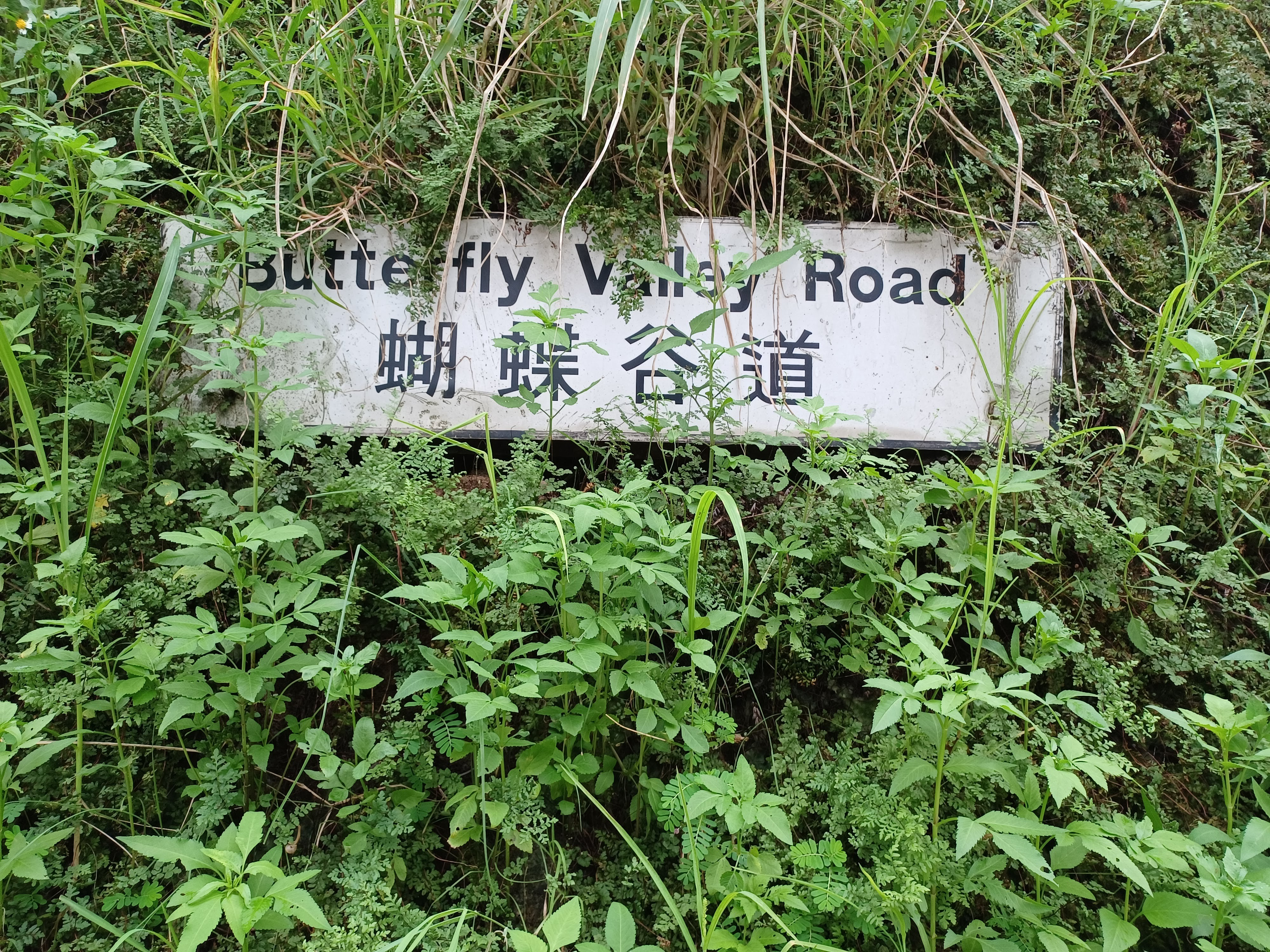
蝴蝶谷道街牌

蝴蝶谷道（英語：Butterfly Valley Road），是香港九龍深水埗區的一條道路，位於荔枝角蝴蝶谷以南，北接青山公路及呈祥道之交匯處，南達荔枝角道、葵涌道之交匯處。由於此道路是通往蝴蝶谷之處，故名為蝴蝶谷道。

## 歷史
在葵涌道未開放前，青山道為九龍西來往新界西的主要公路，青山道蝴蝶谷道至呈祥道段在1950年代開始飽和，由於地理環境的限制而未能擴闊，因此興建蝴蝶谷道疏導南行車輛，而該段青山道改爲單向北行，竣工後有效解決當時青山道塞車的問題。

## 交匯道路
- 荔枝角道
- 葵涌道
- 長沙灣道
- 青山道
- 甘泉街
- 蝴蝶谷交匯處
  - 呈祥道
  - 青山公路－葵涌段

## 沿線建築物
- 荔枝角收押所
- 荔枝角懲教所
- 蝴蝶谷道寵物公園2014年3月13日正式開放。
- 青沙公路
- 長沙灣（甘泉街）巴士總站

## 外部参考
- 蝴蝶谷道地圖 （页面存档备份，存于）
- 香港地方 （页面存档备份，存于）